# Ana Mercedes Asuaje de Rugeles
Ana Mercedes Asuaje de Rugeles (Barquisimeto, 8 de agosto de 1914 - Caracas, 21 de abril de 2012) fue una compositora, escritora, y profesora de música  venezolana.

## Carrera
Ana estudió con Franco Medina, y Ascanio Negretti, y fue estudiante de composición de Vicente Emilio Sojo en la Escuela de Música José Ángel Lamas de Caracas. Desde 1948 a 1950 estudió en la Universidad Católica de América de Washington, y hacia 1950 se perfeccionó con Jacobo Ficher en Buenos Aires. Finalmente, tomó cursos en París y Ginebra en educación musical.
A principios de 1950, acompañó a su marido, el escritor Manuel Felipe Rugeles que desarrolló actividades en el servicio diplomático venezolano, en Argentina, y Estados Unidos. De 1953 a 1975 enseñó en la Escuela de Música Juan Manuel Olivares, donde también fue directora. Durante once años fue editora de música de la Radio Nacional de Venezuela.
De 1978 a 1986 fue directora académica de Orquesta Sinfónica de la Juventud Venezolana Simón Bolívar.

## Honores

### Membresías
- Cofundadora de la Asociación Venezolana de Autores y Compositores
- Orquesta Pequeña Mavare
- Schola Cantorum de Caracas

### Galardones
- 1993: Premio Docencia Musical del Consejo Nacional de la Cultura, por sus contribuciones a la educación musical de niños y jóvenes

- 1955: Primer Premio del II Concurso de Música Venezolana, AVAC, con la canción El pájaro carpintero

- 1946: 2º Premio del Concurso de la Canción al Estilo Romántico Venezolano, Ministerio de Comunicaciones, con la canción Plenitud

## Obra

### Partituras
- Estampas románticas para voz y cuarteto de piano
- Soñando (texto de Manuel Felipe Rugeles), 1941
- Himno a la agricultura (texto de Manuel Felipe Rugeles), 1942
- Himno a la campaña de alfabetización (texto de Manuel Felipe Rugeles) para coro y piano, 1946
- Plenitud, 1946
- Himno de las bibliotecas de historias médicas, 1955
- El pájaro carpintero (texto de Manuel Felipe Rugeles), 1955
- Canción de la nieve (texto de Manuel Felipe Rugeles), 1963
- Himno de las ex alumnas del colegio de la Inmaculada de Barquisimeto, 1964
- Beatriz para piano, 1964
- Estás entre tus líneas y mis ojos (texto de Regulo Burelli Rivas), 1966
- Serenata barquisimetana, suite para quinteto doble, mandolina y piano, 1967
- Alma no me digas nada (texto de Juan Guzmán Cruchaga), 1967
- Himno de la enfermera, 1967
- Armonía eterna (texto de Manuel Felipe Rugeles, 1968
- El clavel (texto de Manuel Felipe Rugeles), 1969
- ¡Ay, la vaquita de ordeño¡ (texto de Manuel Felipe Rugeles) 1969
- La garza (texto de Manuel Felipe Rugeles) 1969
- Las estrellas (texto de Manuel Felipe Rugeles) 1969
- Mariposas (texto de Manuel Felipe Rugeles) 1969
- Nada más (texto de Manuel Felipe Rugeles) 1969
- Nochebuena (texto de Manuel Felipe Rugeles) 1969
- Primavera (texto de Manuel Felipe Rugeles) 1969
- Himno del maestro Saint Germain, 1972
- Himno de San Juan Tadeo
- Aire de joropo (texto de Alicia Álamo Bartolomé) 1973
- Canción de la niña desvelada (texto de Manuel Felipe Rugeles y Alicia Álamo Bartolomé) 1973
- Canción para el niño desvelado (texto de Manuel Felipe Rugeles)
- Canción para tu nombre (texto de Manuel Felipe Rugeles y Alicia Álamo Bartolomé) 1973
- Canto a Rowina (texto de Manuel Felipe Rugeles y Alicia Álamo Bartolomé) 1973
- Danza en tiempo de minueto (texto de Manuel Felipe Rugeles y Alicia Álamo Bartolomé) 1973
- El curruñatá (texto de Manuel Felipe Rugeles y Alicia Álamo Bartolomé) 1973
- La guacharaca (texto de Manuel Felipe Rugeles y Alicia Álamo Bartolomé) 1973
- La mar está agitada (texto de Manuel Felipe Rugeles y Alicia Álamo Bartolomé) 1973
- La tortuguita (texto Manuel Felipe Rugeles y Alicia Álamo Bartolomé) 1973
- Puerto del aire para voz, piano y pequeña orquesta, 1977
- Canción para la niña desvelada (texto de Manuel Felipe Rugeles) 1978
- Dos canciones de cuna, 1978
- Vocalise, 1978
- María Celeste para piano, 1980
- Dos cantos escolares, 1983
- María Carolina para piano, 1986

### Libros
- 2006. Páginas de recuerdos. 2ª edición de Manifestación, 205 pp. ISBN 9806444027, ISBN 9789806444027

- 1986. Historia del movimiento coral y de las orquestas juveniles en Venezuela. Cuadernos Lagoven. Con María Guinand, Bolivia Bottome. Edición ilustrada de Dto. de Relaciones Públicas de Lagoven, 93 pp.

- 1967. El milagro musical de la colonia. Vol. 3 de Colección Música. Editor Instituto Nacional de Cultura y Bellas Artes, 31 pp.